# Ecbletodes aenicta
Ecbletodes aenicta är en fjärilsart som beskrevs av Turner 1913. Ecbletodes aenicta ingår i släktet Ecbletodes och familjen mott. Inga underarter finns listade i Catalogue of Life.